# Propaganda in der Volksrepublik China

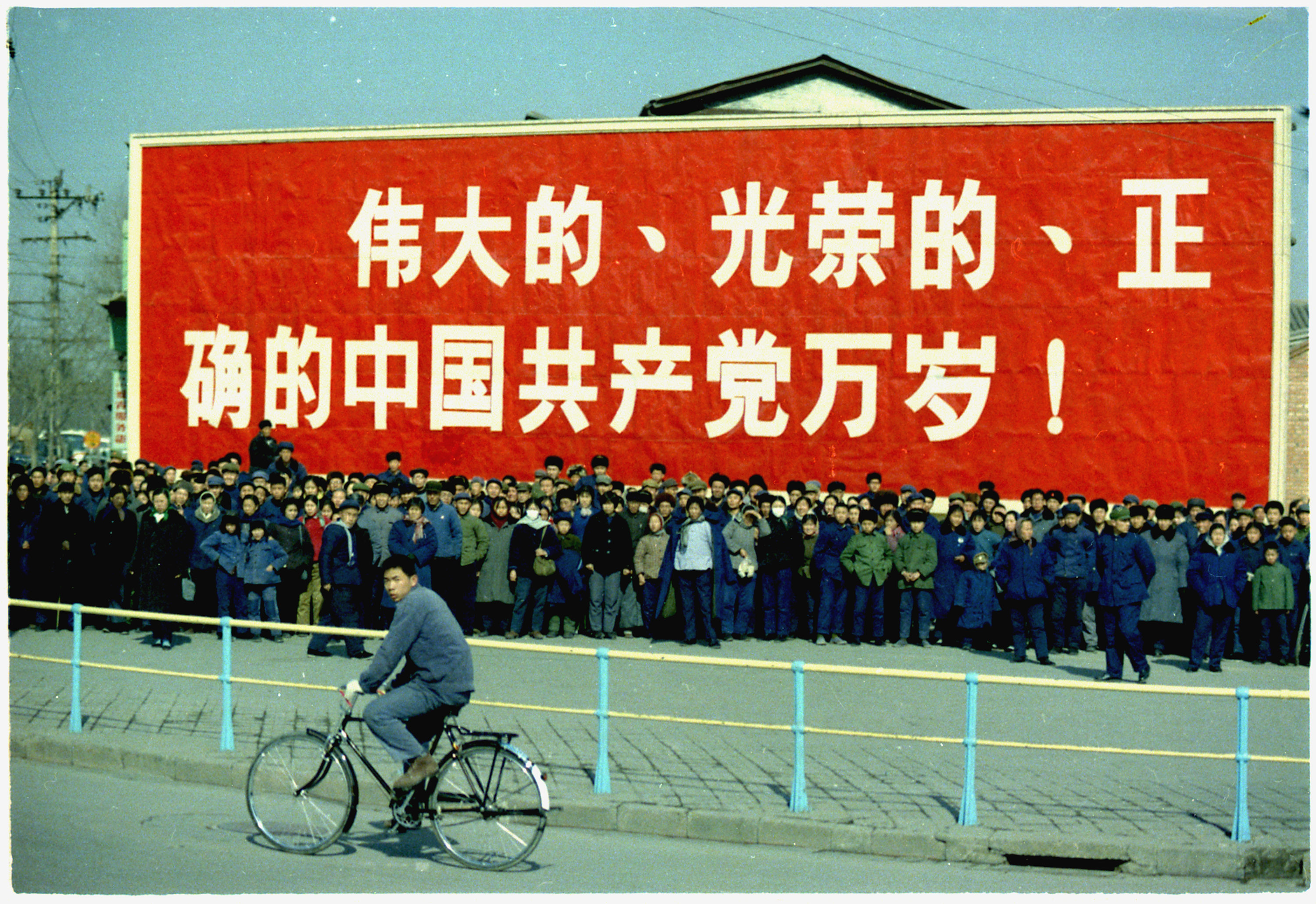
Großes Propagandaposter aus dem Jahre 1972: „Lang lebe die große, ruhmreiche und korrekte Kommunistische Partei Chinas!“

Propaganda in der Volksrepublik China bezeichnet den Gebrauch von politischer Propaganda durch die Kommunistische Partei Chinas mit dem Ziel, die einheimische und internationale Meinung über ihre Politik in positivem Sinne zu beeinflussen und umzuerziehen. Innenpolitisch umfasst sie die Zensur regimefeindlicher Anschauungen, auch in Büchern und im Internet, sowie die aktive Pflege von Ansichten, die die Regierung in günstigem Licht darstellen.

## Geschichte

### 20. Jahrhundert, Mao Zedong

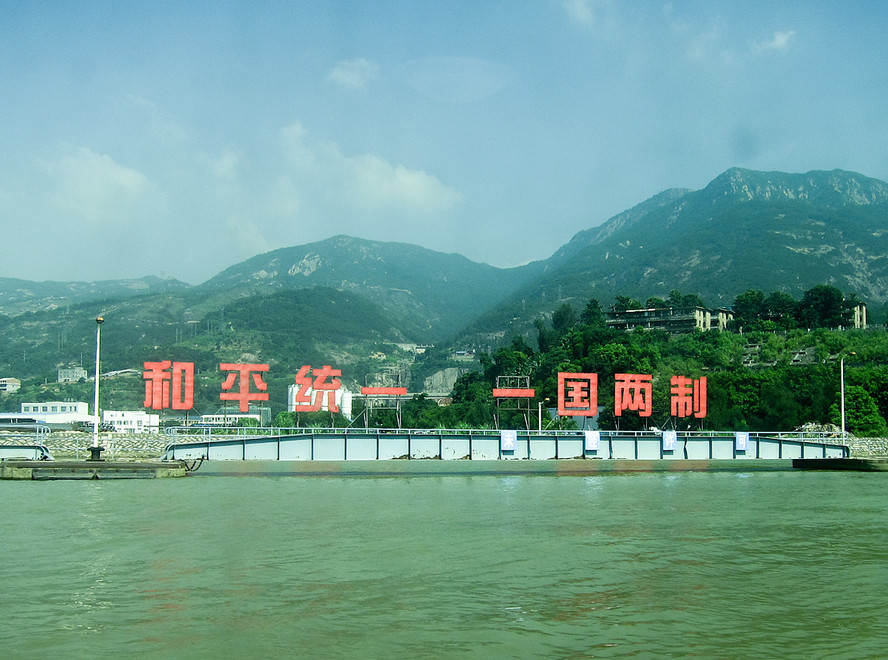
Propaganda-Aufschrift in Xiamen mit Blick auf Kinmen, Taiwan: „Friedliche Vereinigung – Ein Land, zwei Systeme“.

Der chinesische Begriff xuānchuán (宣传) erscheint erstmals im dritten nachchristlichen Jahrhundert in den Chroniken der Drei Reiche in der Bedeutung von „Verbreitung, Bekanntmachung“. Im frühen 20. Jahrhundert wurde der Ausdruck zur Übersetzung des marxistisch-leninistischen russischen Begriffs пропаганда („Propaganda“) verwendet.
Ihre größte Wirksamkeit erreichte die Propaganda auf chinesischem Gebiet im Laufe des 20. Jahrhunderts mit Hilfe von Massenmedien und einer autoritären Regierung. Mao Zedong übernahm an seiner Rede 1942 vor kommunistischen Zuhörern auf dem Forum in Yan’an das sowjetische Prinzip des Agitprop zur Indoktrination und Mobilisierung der Massen.
Der Fernsehsender China Central Television (CCTV) steht traditionsgemäß im Dienste der nationalen Propaganda. Im Bereich der Printmedien wird diese Aufgabe von People’s Daily übernommen.
Während der Kulturrevolution spielte die Propaganda in China eine herausragende Rolle für den Personenkult um den Vorsitzenden Mao, auch durch Bekanntmachung seiner Worte. Schon in den Jahren zuvor wurde die Bevölkerung in Massenaufrufen zur Teilnahme an nationalen Kampagnen wie dem Großen Sprung nach vorn oder der Ausrottung der vier Plagen mobilisiert. Staatlich ausgezeichnete Helden der Arbeit und Soldaten wie Lei Feng, der Bürgerkriegsheld Dong Cunrui, der Koreakriegsheld Yang Gensi, der Agrarpolitiker Chen Yonggui und der kanadische Arzt Norman Bethune wurden als nationale Vorbilder zur Nachahmung empfohlen. Während Revolutionäre aus der Dritten Welt und verbündete Staaten wie Albanien und Nordkorea gerühmt wurden, wurden gleichzeitig Diffamierungen über den US-Imperialismus und den sowjetischen Revisionismus im Lichte des chinesisch-sowjetischen Zerwürfnisses veröffentlicht. Während die offizielle Propaganda in dieser Zeit erlahmte, wurden gleichzeitig zahlreiche inoffizielle, oft kritische Publikationen unter der Bezeichnung Dazibao („Plakate mit großen Schriftzeichen“) veröffentlicht.

### Nach Maos Tod

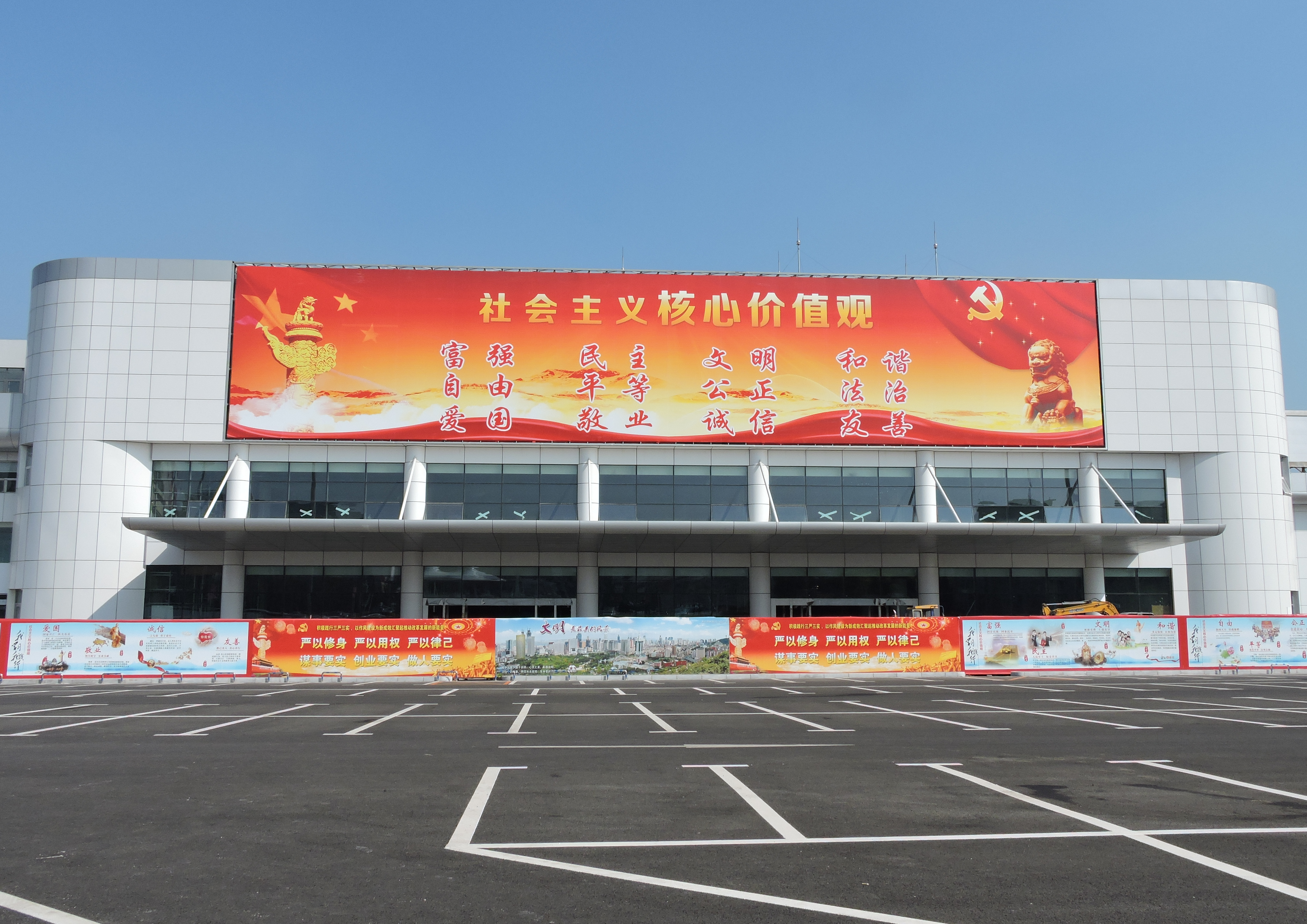
Riesenposter mit einer Auflistung der 12 Sozialistischen Kerntugenden der Kommunistischen Partei Chinas, 2017.

Nach dem Tode Maos 1976 kam es mit Hilfe von Propaganda zu Verleumdungen über die Mitglieder der Viererbande, die für die Exzesse der Kulturrevolution verantwortlich gemacht wurde. Während der Reform- und Öffnungspolitik, die von Deng Xiaoping eingeleitet wurde, kamen Werbebroschüren für einen Sozialismus chinesischer Prägung zur Verteilung, und erstmals wurde die Marktwirtschaft propagiert. Die erste Kampagne nach Maos Tod erfolgte 1983 mit der Kampagne gegen geistige Verschmutzung in China.
Die Ereignisse rund um das Tian’anmen-Massaker von 1989 wurden von zahlreichen älteren Parteimitgliedern als Anzeichen dafür gesehen, dass die Liberalisierung im Propagandabereich zu weit betrieben wurde und dass die Partei die ideologische und propagandistische Kontrolle neu errichten müsse.
Die Olympischen Sommerspiele 2008 wurden von der Regierung als Symbol für Chinas Stolz und weltweite Bedeutung dargestellt. Zur selben Zeit ereignete sich jedoch der chinesische Milchskandal, der erst einen Monat später an eine höhere Verwaltungsebene gemeldet wurde, um die olympische Berichterstattung nicht zu überschatten.
Nachdem der Menschenrechtler Liu Xiaobo den Friedensnobelpreis 2010 erhalten hatte, wurde im selben Jahr als Konkurrenzveranstaltung der Konfuzius-Friedenspreis eingeführt.
Im Jahre 2014 wurde von der KPCh eine „ideologische Prüfung“ eingeführt, der sich sämtliche Journalisten unterziehen müssen. Sie werden dabei aufgefordert, von Kommentaren abzusehen, welche mit der Parteilinie in Widerspruch stehen. Unabhängig davon wurde nach dem von uigurischen Islamisten bzw. Separatisten verübten Massaker im Bahnhof Kunming vom 1. März 2014 mit dem Versuch der Assimilation von hunderttausenden bis Millionen Uiguren in Xinjiang-Umerziehungslagern begonnen.
Zu den in China landesweit bekannten Propagandaliedern gehören Rote Lieder, insbesondere die Hundert patriotischen Lieder (2009 empfohlen).